# Weißenstein (Vohenstrauß)

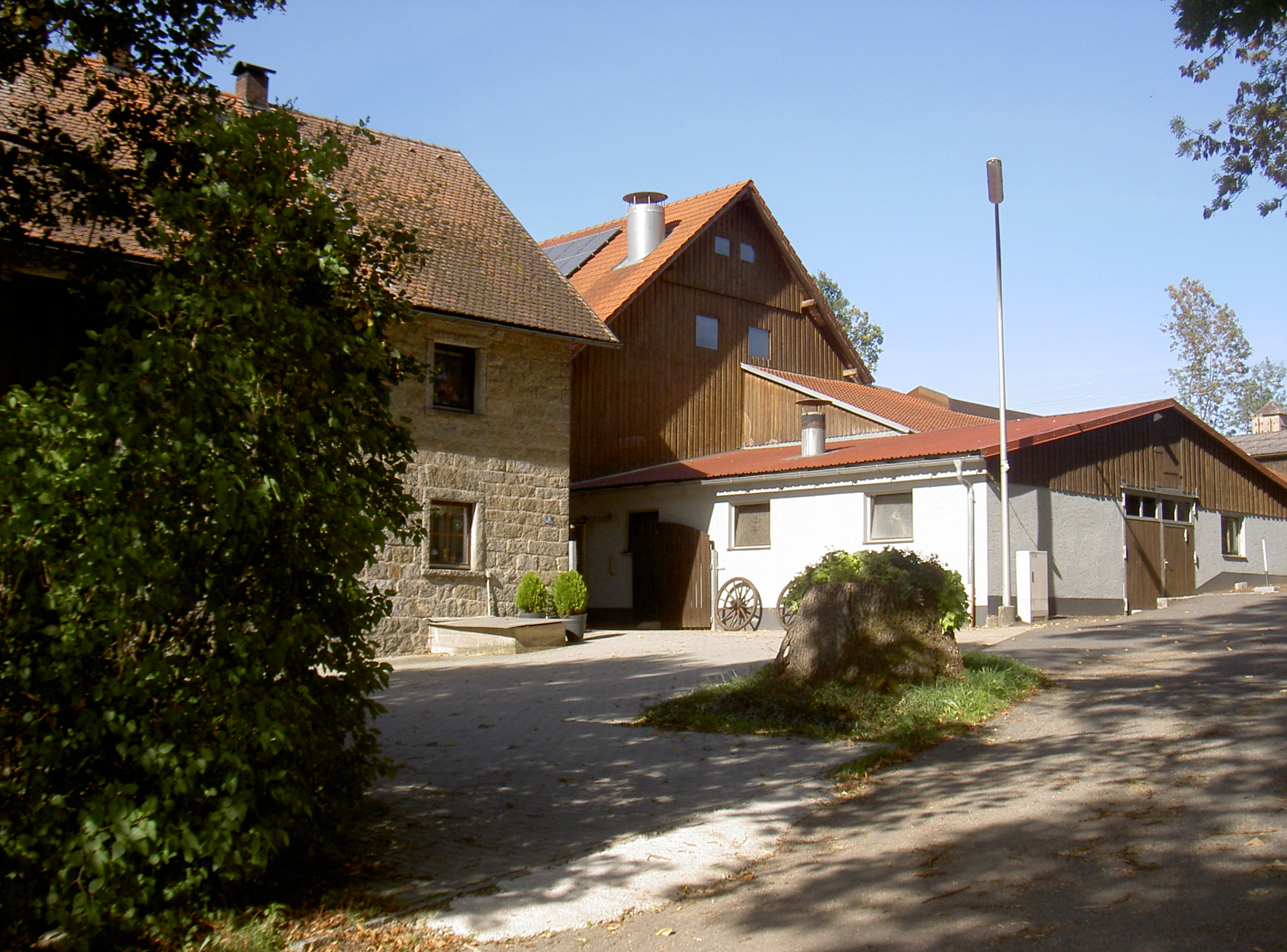
Ortsansicht Weissenstein

Die Einöde Weißenstein ist ein Ortsteil von Vohenstrauß im Landkreis Neustadt an der Waldnaab in der Oberpfalz.

## Geographische Lage
Weißenstein liegt an der Kreisstraße NEW 32 zwischen Vohenstrauß und Pleystein, etwa 2,7 km nordöstlich von Vohenstrauß und 2,9 km südwestlich von Pleystein.
Ungefähr 470 m nordwestlich von Weißenstein entspringt der Leraubach, der hier in seinem Quellgebiet Sautradlbach genannt wird.

## Geschichte
Das Pflegamt Pleystein hatte vom 15. bis 18. Jahrhundert die Grundherrschaft und die hohe und niedere Gerichtsbarkeit über Weißenstein inne.
Ein Zinsregister aus dem Jahr 1454 bezeichnete Weißenstein als öd und verlassen.
In einem Salbuch von 1560 war Weißenstein mit 2 Anwesen verzeichnet.
In einer Beschreibung aus dem Jahr 1596 wurde Weißenstein als zum Pflegamt Pleystein gehörig erwähnt.
Im 18. Jahrhundert hatte Weißenstein zwei Anwesen.
1808 bei der Bildung der Steuerdistrikte gelangte Weißenstein in den Steuerdistrikt Pleystein.
Zum Steuerdistrikt Pleystein gehörten die Stadt Pleystein und die Einöden Grabenmühle und Weißenstein.
1821 wurde Braunetsrieth mit 17 Familien zusammen mit der Einöde Weißenstein mit 4 Familien eine unmittelbare landgerichtische Ruralgemeinde.
1830 wurde die Gemeinde Braunetsrieth zusammen mit der Einöde Weißenstein in die Gemeinde Burgtreswitz eingegliedert.
1946 wurden Braunetsrieth und Weißenstein aus der Gemeinde Burgtreswitz ausgegliedert und nach Vohenstrauß eingemeindet.

## Einwohnerentwicklung in Weißenstein ab 1838
| Jahr | Einwohner | Gebäude |
| ---- | --------- | ------- |
| 1838 | 21        | 3       |
| 1871 | 23        | 7       |
| 1885 | 29        | 5       |
| 1900 | 33        | 4       |
| 1913 | 27        | 4       |
| 1925 | 20        | 2       |

| Jahr | Einwohner | Gebäude |
| ---- | --------- | ------- |
| 1950 | 21        | 2       |
| 1961 | 24        | 2       |
| 1970 | 12        | k. A.   |
| 1987 | 8         | 2       |